# Bylaugh
Bylaugh – wieś w Anglii, w hrabstwie Norfolk, w dystrykcie Breckland. Leży 23 km na północny zachód od Norwich i 157 km na północny wschód od Londynu.
W 2001 miejscowość liczyła 65 mieszkańców.